# Jiří Dvořák (vrah)
Jiří Dvořák (* 14. listopadu 1954) je český konstruktér a vrah odsouzený v září 2022 k doživotnímu trestu odnětí svobody za vraždu pracovnice Úřadu práce a pokus o vraždu dvou dalších osob.

## Život
Narodil se v listopadu 1954. V mládí vystudoval leteckou průmyslovou školu a v roce 1980 odcestoval do Západní Evropy a posléze do Severní Ameriky, kde pracoval pro leteckou společnost Boeing. Asi po dvaceti letech v zahraničí se poté vrátil do Prahy. Během své kariéry pracoval jako letecký konstruktér u společnosti Aero Vodochody, než mu kvůli jeho chování byla v srpnu 2015 ukončena pracovní smlouva. V době páchání trestných činů žil ve nájemním bytě v Libni.

## Trestné činy

### Pokus o vraždu kyselinou
Dne 25. června 2021 počkal na místě svého bývalého pracoviště, přičemž se vybavil nádobou s kyselinou sírovou. Poté, co na místo dorazila Dvořákova bývalá kolegyně, vůči které choval zášť, na ni kyselinu vychrstnul a způsobil jí vážná zranění, se kterými se několik týdnů musela léčit v nemocnici kvůli četným popáleninám. Podle pozdějších výpovědí si navíc zřejmě zachránila život tím, že se včas stihla otočit proti pachateli zády. Dvořákova bývalá kolegyně pachatele poznala a policii popsala. Při následné prohlídce Dvořákova bytu konané 26. června byl lehce zraněn jeden z policistů, který jej prohledával, protože Dvořák u vstupu do bytu nastražil zařízení (brokovnici), které mělo ranou do oblasti hlavy a krku usmrtit kohokoliv, kdo by do bytu vstoupil (jeho záměrem bylo zavraždit pronajímatelku bytu, se kterou měl spory). Byt jako takový byl posléze nalezen zcela zničen, když na jeho stěny vyryl Dvořák hákové kříže a zlikvidoval veškeré spotřebiče a jiná zařízení v něm.

### Vražda pracovnice Úřadu práce
Dne 29. června 2021 přišel Dvořák na pobočku Úřadu práce České republiky na Bělehradské ulici v Praze s úmyslem zavraždit jeho pracovnici Lenku L., která jej v roce 2016 vyřadila z evidence osob ucházejících se o zaměstnání. Dvořák našel kancelář ženy, do které vniknul, ozbrojen speciálně upravenou pistolí pro vyšší účinnost střelby, a pracovnici úřadu na místě usmrtil střelou do břicha. Za vyhrožování pracovnici byl dříve odsouzen za přestupek a byla mu udělena pokuta ve výši 3 tisíce korun.
Dvořák byl několik hodin po této vraždě policií zatčen v centru města.

## Vyšetřování
Během vyšetřování vyšlo najevo, že Dvořák se na podobný čin zřejmě chystal již od roku 2015, kdy si krátce po ukončení pracovního poměru ve firmě koupil pistoli, kterou posléze vraždil. Po jeho zatčení bylo navíc prohledáno také jeho vozidlo (Hyundai Santa Fe), kde byla nalezena podomácku vyrobená brokovnice. Z bytu, který zdemoloval a v němž nastražil nástražný systém, se měl již dříve vystěhovat kvůli neplacení nájemného. Kvůli svému chování byl již v březnu 2017 odsouzen k podmíněnému trestu odnětí svobody v délce trvání 10 měsíců, a to konkrétně kvůli hanlivým útokům a urážkám mířených na firmu Aero Vodochody, jíž byl předtím zaměstnancem. Trest odnětí svobody mu byl 28. června 2021 přeměněn v trest nepodmíněný kvůli porušování podmínek podmíněného trestu; k tomuto došlo nicméně až 3 dny po jeho útoku kyselinou a jeden den před vraždou úřednice na Úřadu práce. Od roku 2015 Dvořák zároveň podával trestní oznámení na řadu různých lidí, které znal.

## Soud
Soud s Dvořákem začal v červnu 2022. V září 2022 byl nepravomocně odsouzen k doživotnímu trestu odnětí svobody za trestné činy vraždy, pokus o vraždu, těžké ublížení na zdraví, poškození cizí věci a nedovoleného ozbrojování. Soud u něj nenalezl jedinou polehčující okolnost. Během soudu Dvořák opakovaně narušoval jednání, když vykřikoval vulgární nadávky postupně na žalobkyni, soudce, soudní znalce, svědky a novináře a ukazoval různá vulgární gesta. Kvůli tomu byl ze soudní síně během vynášení verdiktu třikrát vyveden. U soudu dále prohlašoval, že svých činů nelituje a poškození si vše, co jim provedl, zasloužili. Podle soudních znalců netrpěl žádnou duševní poruchou, nicméně měl trpět smíšenou poruchou osobnosti.
V prosinci 2022 potvrdil verdikt ze září také Vrchní soud v Praze, ke kterému se Dvořák odvolal. Dvořák měl navíc podle verdiktu zaplatit poškozeným a pozůstalým dohromady čtyři miliony korun. Téhož měsíce pak podali příbuzní zastřelené ženy žalobu na stát, ve které požadovali odškodné ve výši 10 milionů korun. Dvořák se poté v den oslav Mezinárodního dne žen (8. března 2023) dovolal k Nejvyššímu soudu, který doživotí pro Dvořáka v dubnu 2024 potvrdil. V červenci 2025 potvrdil verdikt i Ústavní soud.
Ve věznici a ani ve vazbě poté neměl respektovat ani dozorce, ani spoluvězně a navzdory odsouzení k vyplacení čtyř milionů korun nepracovat. Trest si odpykává ve věznici v Karviné.